# Alstroemeria capixaba
Alstroemeria capixaba es una especie fanerógama, herbácea, perenne y rizomatosa perteneciente a la familia de las alstroemeriáceas. Es endémica de Brasil, especialmente descrito en el estado de Espírito Santo. Es un geófito tuberoso y crece principalmente en el bioma subtropical.